# Tel Beer Ševa
Tel Beer Ševa (hebrejski: תל באר שבע) je ruševina drevnog grada u pustinji Negev, u južnom Izraelu, istočno od modernog grada Beer Ševa i zapadno od beduinskog naselja Tel Ševa. Za njega se vjeruje da je biblijski grad Be'er Ševa koji se više puta spominje u Tanakhu kada se opisuje rasprostiranje Izraelske zemlje (Eretz Yisrael): "od Beer Ševe do Dana" (Knjiga o Sucima 20:1-3 i Prva knjiga o Samuelu 3:19-21).
Ime grada potječe od hebrejskih riječi Tel ("gradina"), Be'er ("bunar") i Ševa što može značiti "sedam" ili "prisega". 

## Povijest
Arheolozi su pronašli dokaze o naseljenosti od bakrenog doba (oko 4000. pr. Kr.) do 16. stoljeća. Ovakva dugotrajna naseljenost je potrajala zahvaljujući obilju podzemnih voda, o čemu svjedoče mnogi bunari u okolici. 
Beer Ševa se spominje u Knjizi Postanka (Post 21,22-34) gdje piše o Abrahamu i njegovu savezu s Abimelekom. Izak je sagradio oltar u Beer Ševi (Post 26,23-33). Jakov je sanjao ljestve koje dopiru do neba nakon napuštanja Beer Ševe (Post 28,10-15 i 46,1-7). Beer Ševa je pripadala teritoriju plemena Šimunova i Judina (Jš 15,28 i 19,2). Prorok Ilija je u Beer Ševi potražio sklonište nakon Izabeline naredbe da ga smaknu (1 Kr 19,3). Sinovi su proroka Samuela u Beer Ševi bili suci (1 Sam 8,2). Prorok Amos spominje Beer Ševu u govoru o idolatriji (Am 5,5 i 8,14).
Sama utvrda s citadelom potječe iz vremena Judejskog kraljevstva oko 10. stoljeća pr. Kr. Ulice tog grada su pravilna mreža s odvojenim područjima uprave, vojske, trgovine i stanovanja. Zbog toga se smatra prvim planiranim naseljem u ovom području. Znamenita je i velika cisterna i raskošan sustav navodnjavanja koji su isklesani u stijenama ispod grada. Na lokalitetu je otkriven i veliki "rogati" oltar koji je rekonstruiran, a koji ima nekoliko bogato ukrašenih kamenja koja su kasnije rabljena na drugim građevinama. On je vjerojatno ostatak starijeg paganskog hrama kojeg je tijekom vjerskih reformi porušio kralj Ezekija (Druga knjiga o Kraljevima 18:4). 
Posljednji stanovnici Beer Ševe bili su građani Bizanta koji su napustili grad u sedmom stoljeću. Turci, koji su upravljali područjem Palestine od 16. stoljeća, nisu pokazivali veliko zanimanje za Beer Ševu. Grad je danas nacionalni park Tel Beer Ševa, a 2005. godine je, zajedno s gradovima Hazor i Megido, upisan na UNESCO-ov popis mjesta svjetske baštine u Aziji i Oceaniji.
- Turistički vidikovac iznad Tel Beer Ševe
- Gradska vrata
- Rekonstrukcija "rogatog" oltara
- Skladište
- Podzemni kanal za vodu

## Vanjske poveznice
- Israel National Parks Authority  Arhivirana inačica izvorne stranice od 27. rujna 2007. (Wayback Machine)
- Photos from the archaeological site
- 360 degrees panorama of Tel Beer Sheva  Arhivirana inačica izvorne stranice od 24. srpnja 2011. (Wayback Machine)